# Kanton Lyon-IX
Kanton Lyon-IX (francouzsky Canton de Lyon-IX) je francouzský kanton v departementu Rhône v regionu Rhône-Alpes. Zahrnuje část 7. městského obvodu města Lyonu.